# Альроде
Альроде (нем. Allrode) — деревня в Германии, в земле Саксония-Анхальт, входит в район Гарц в составе городского округа Тале.
Население составляет 699 человека (на 28 марта 2025г.). Занимает площадь 17,41 км².

## История
Первое упоминание о поселении встречается в документах Оттона Великого от 15 июля 961 года.
1 января 2011 года, после проведённых реформ, Альроде вошёл в состав городского округа Тале в качестве района.

## Галерея

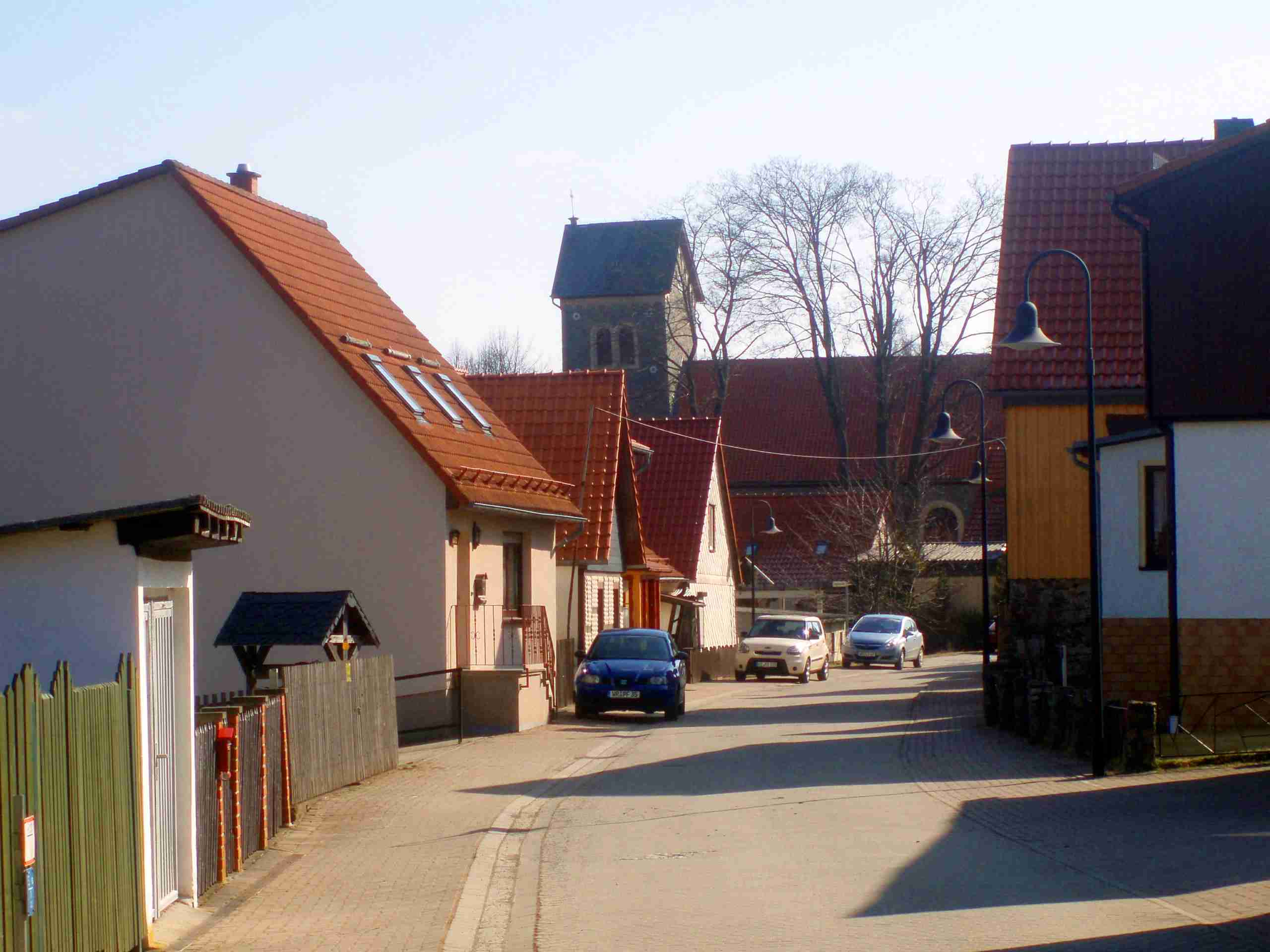
Церковь в Альроде
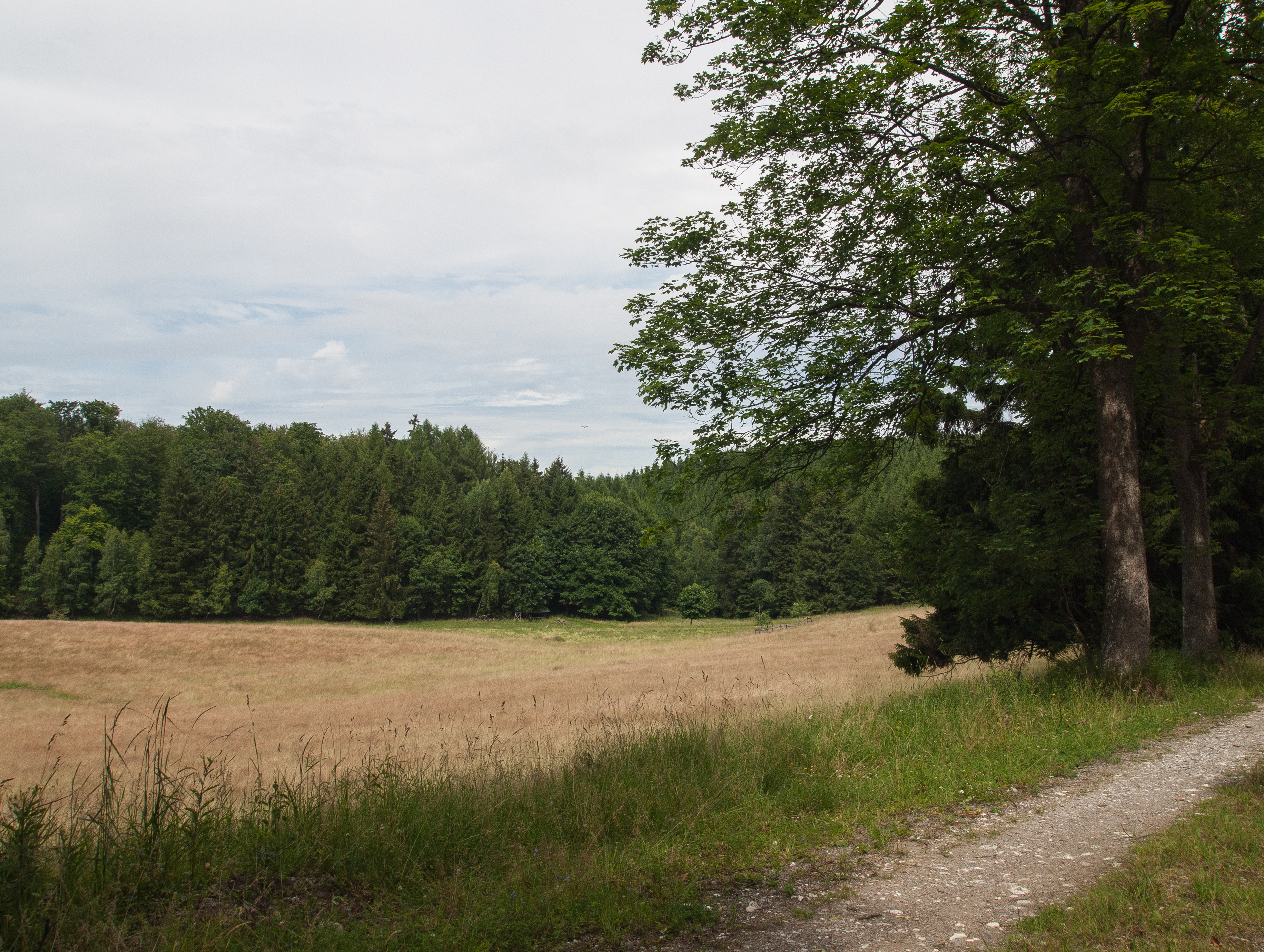
Поля вблизи Альроде